# Episodi di Un detective in corsia (settima stagione)
La settima stagione della serie televisiva Un detective in corsia, composta da 24 episodi, è stata trasmessa sul canale statunitense CBS dal 23 settembre 1999 all'11 maggio 2000.
In Italia è stata trasmessa su Canale 5 nel 2002.
| nº | Titolo originale                | Titolo italiano                    | Prima TV USA      | Prima TV Italia |
| -- | ------------------------------- | ---------------------------------- | ----------------- | --------------- |
| 1  | The Roast                       | Il premio                          | 23 settembre 1999 | 2002            |
| 2  | Sleeping Murder                 | Il sonnambulo                      | 30 settembre 1999 | 2002            |
| 3  | Bringing Up Barbie              | L'educazione di Barbie             | 7 ottobre 1999    | 2002            |
| 4  | Murder at Midterm               | Accusa infame                      | 14 ottobre 1999   | 2002            |
| 5  | The Flame                       | Un suicidio perfetto               | 21 ottobre 1999   | 2002            |
| 6  | The Killer Within               | L'assassino dentro di noi          | 28 ottobre 1999   | 2002            |
| 7  | Gangland: Part 1                | Terra armata (prima parte)         | 4 novembre 1999   | 2002            |
| 8  | Gangland: Part 2                | Terra armata (seconda parte)       | 4 novembre 1999   | 2002            |
| 9  | The Mouth that Roared           | La madre vera                      | 11 novembre 1999  | 2002            |
| 10 | The Seven Deadly Sins           | I sette peccati capitali           | 18 novembre 1999  | 2002            |
| 11 | Santa Claude                    | Babbo Natale                       | 16 dicembre 1999  | 2002            |
| 12 | Man Overboard                   | La crociera                        | 6 gennaio 2000    | 2002            |
| 13 | Frontier Dad                    | Paura sul set                      | 13 gennaio 2000   | 2002            |
| 14 | Too Many Cooks                  | Troppi cuochi                      | 20 gennaio 2000   | 2002            |
| 15 | Jake's Women                    | Il bigamo                          | 3 febbraio 2000   | 2002            |
| 16 | Murder by Remote                | Omicidio telecomandato             | 10 febbraio 2000  | 2002            |
| 17 | Teacher's Pet                   | False testimonianze                | 17 febbraio 2000  | 2002            |
| 18 | The Unluckiest Bachelor in L.A. | Il falso medico                    | 24 febbraio 2000  | 2002            |
| 19 | A Resting Place                 | Un posto tranquillo                | 6 aprile 2000     | 2002            |
| 20 | Murder at BBQ Bob's             | Uno strano suicidio                | 20 aprile 2000    | 2002            |
| 21 | Two Birds With One Sloan        | La giacca fortunata                | 27 aprile 2000    | 2002            |
| 22 | Swang Song                      | Diagnosi difficile                 | 4 maggio 2000     | 2002            |
| 23 | Out of the Past: Part 1         | Ritorno al passato (prima parte)   | 11 maggio 2000    | 2002            |
| 24 | Out of the Past: Part 2         | Ritorno al passato (seconda parte) | 11 maggio 2000    | 2002            |